# 존 에이브러햄
존 에이브러햄(John Abraham, 1972년 12월 17일 ~ )은 인도의 배우이다.

## 출연 작품
- 파르마누: 더 스토리 오브 포크란 (2018)
- 포스 2 (2016)
- 디슘 (2016)
- 와지르 (2016)
- 록키 핸섬 (2016)
- 웰컴 백 (2015)
- 마드라스 카페 (2013)
- 슛아웃 앳 와달라 (2013)
- 아이, 미 아우어 메인 (2013)
- 레이스 2 (2013)
- 하우스풀 2 (2012)
- 데시 보이즈 (2011)
- 수잔나의 일곱 번의 결혼 (2011)
- 해결사 (2011)
- 후크 야 크룩 (2010)
- 뉴욕 (2009)
- 럭 바이 찬스 (2009)
- 도스타나 (2008)
- 리틀 지조 (2008)
- 노 스모킹 (2007)
- 사랑의 인사 (2007)
- 단 다나 단 골 (2007)
- 바불 (2006)
- 카불 익스프레스 (2006)
- 네버 세이 굿바이 (2006)
- 진다 (2006)
- 비루드 (2005)
- 아쉬람 (2005)
- 둠 (2004)
- Paap (2003)
- 지즘 (2003)